# Air Saint-Pierre
Air Saint-Pierre (code AITA : PJ ; code OACI : SPM) est une compagnie aérienne française, basée à Saint-Pierre-et-Miquelon. Elle relie cette collectivité d'outre-mer française au Canada toute l'année, et à Paris-Charles de Gaulle en juillet et août.

## Historique d'Air Saint-Pierre
Historique d'Air Saint-Pierre
- 1964 : Création de la société anonyme Air Saint-Pierre le 6 mars 1964, quelques mois avant l'ouverture de l'aéroport de Saint-Pierre. Exploitation en « pool » avec Eastern Provincial Airways (EPA) d'un Douglas DC-3 sur la ligne Saint-Pierre/Sydney (Nouvelle-Écosse) pendant les mois de juin à octobre. Affrètement, à la demande, de petits avions canadiens le reste de l'année.
- 1965 : Acquisition et mise en service du premier Aztec.
- 1966 : Acquisition d'un Aztec C (F-OCIF). Contrat d'entretien avec EPA. Décès le 29 mai de M. Albert Briand, PDG fondateur.
- 1971-74 : Exploitation de la ligne Saint-Pierre/Sydney en Beech E18S puis en Douglas DC-3.
- 1976 : Retrait du DC3 et remplacement par le HS-748
- 1979 : Ouverture de la ligne « intérieure » Saint-Pierre/Miquelon et de la ligne Saint-Pierre/Halifax (Nouvelle-Écosse) (HS-748) en « pool » avec EPA
- 1981 : Acquisition et mise en service du Chieftain F-OBYN. Contrat d'entretien avec Fundy Aviation.
- 1986 : Acquisition et mise en service du HS 748 (F-OSPM) en propre par Air Saint-Pierre, baptisé Ville de Saint-Pierre.
- 1987 : Transfert de l'entretien à Saint-Pierre le 1er juillet et ouverture de la ligne Saint-Pierre/Montréal.
- 1990 : Acquisition et mise en service d'un second HS-748 (F-ODTX) baptisé Île de Miquelon.
- 1994 : Acquisition et mise en service le 19 janvier de l'ATR 42- 320 F-OHGL Albert Briand.
- 1995 : Départ des deux HS-748 en fin d'année vendus pour être exploités en Afrique.
- 1996 : Ouverture de la ligne Saint-Pierre / St-John's (Terre-Neuve) le 25 septembre avec une fréquence de 3 vols par semaine avec l'ATR.
- 1999 : Ouverture du nouvel aéroport et de sa nouvelle piste (1 800 m) à Saint-Pierre.
- 2001 : Ouverture en juillet d'une ligne Saint-Pierre / Moncton (Nouveau-Brunswick) : une fréquence hebdomadaire en ATR 42 durant l'été. Cette ligne sera arrêtée en 2009.
- 2003 : Acquisition et mise en service d'un Cessna F-406 (F-OSPI)
- 2004 : Retrait du Chieftain F-OBYN de la flotte.
- 2005 : En septembre, départ du Chieftain vendu pour être exploité au Canada.
- 2009 : Le 21 octobre, acquisition du nouvel ATR 42-500 immatriculé F-OFSP.
- 2009 : En novembre, départ de l’ATR 42-320 (F-OHGL) vendu pour être exploité au Honduras.
- 2012 : Changement dans la structure du capital.
- 2018 : Ouverture d'une ligne directe vers Paris Charles-de-Gaulle en juillet-août, en partenariat avec ASL Airlines. Cette liaison, en délégation de service public, est prévue jusqu'en 2022.
- 2020: Mise en service d'un ATR 42-600 immatriculé F-ORLB le 13 décembre en remplacement de l'ATR 42-500 immatriculé F-OFSP.

## Destinations
Air Saint-Pierre dessert les destinations suivantes :
| Pays/Région              | Destinations |
| ------------------------ | --- |
| Saint-Pierre-et-Miquelon | - Saint-Pierre. - Miquelon. |
| Canada                   | - Halifax—Stanfield, Nouvelle-Écosse. - Îles-de-la-Madeleine, En saison : Québec - Montréal—Trudeau, Québec. - Saint-Jean de Terre-Neuve, Terre-Neuve-et-Labrador. |
| France métropolitaine    | - Paris—Charles-de-Gaulle , En saison : opéré par ASL Airlines France                                                                                              |

## Flotte
Air Saint-Pierre exploite les appareils suivants:
- 1 Cessna F406 (immatriculé F-OSPJ)

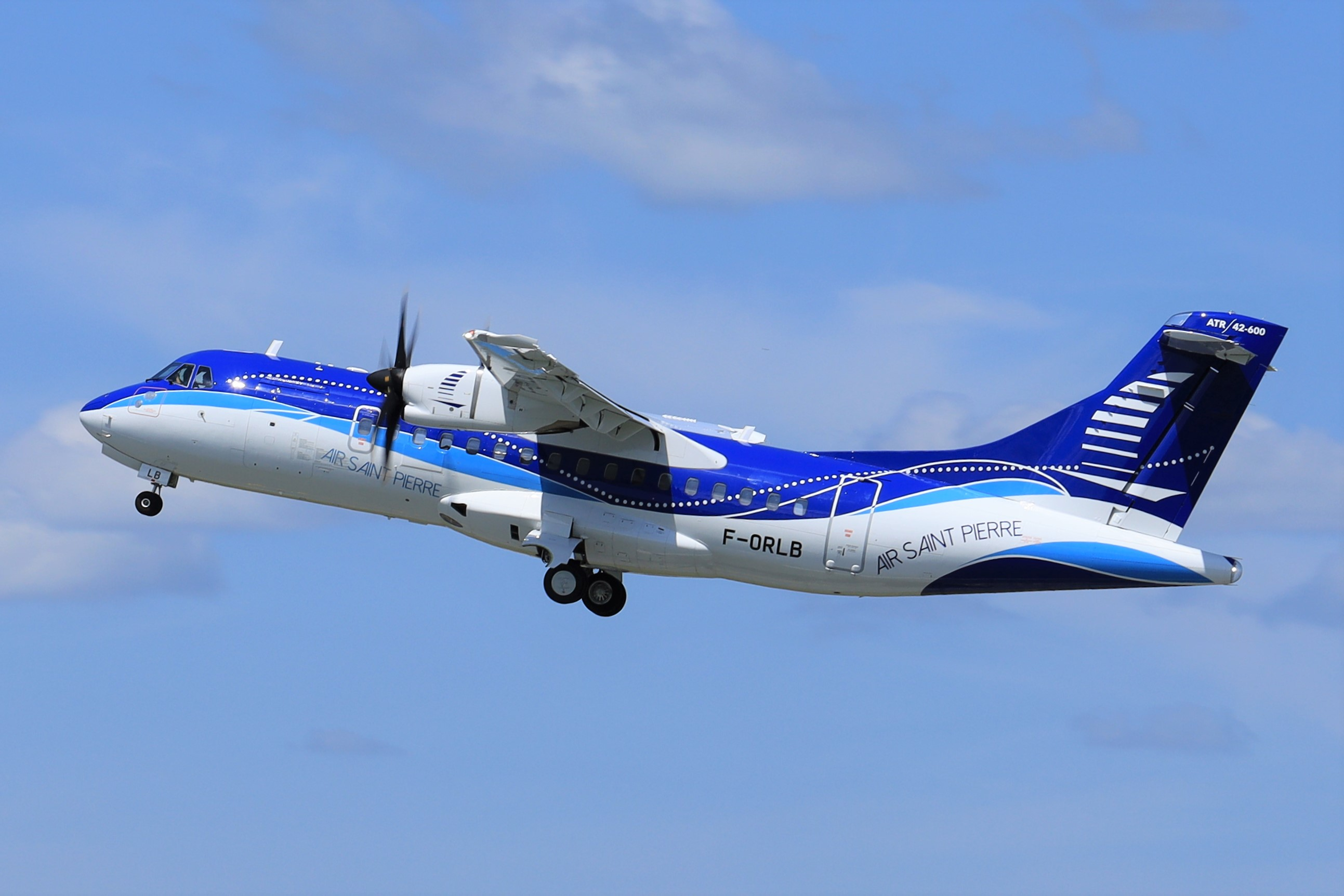
L'ATR 42-600 de la compagnie

- L'ATR 42-600 de la compagnie1 ATR 42-600 (immatriculé F-ORLB, dès le 13 décembre 2020)

### Avions retirés
- 1 ATR 42-320 (immatriculé F-OHGL, baptisé Albert Briand, en service de 1994 à 2009)
- 1 ATR 42-500 (immatriculé F-OFSP, en service du 21 octobre 2009 au 12 décembre 2020)Un ancien ATR 42-500 d'Air Saint-Pierre

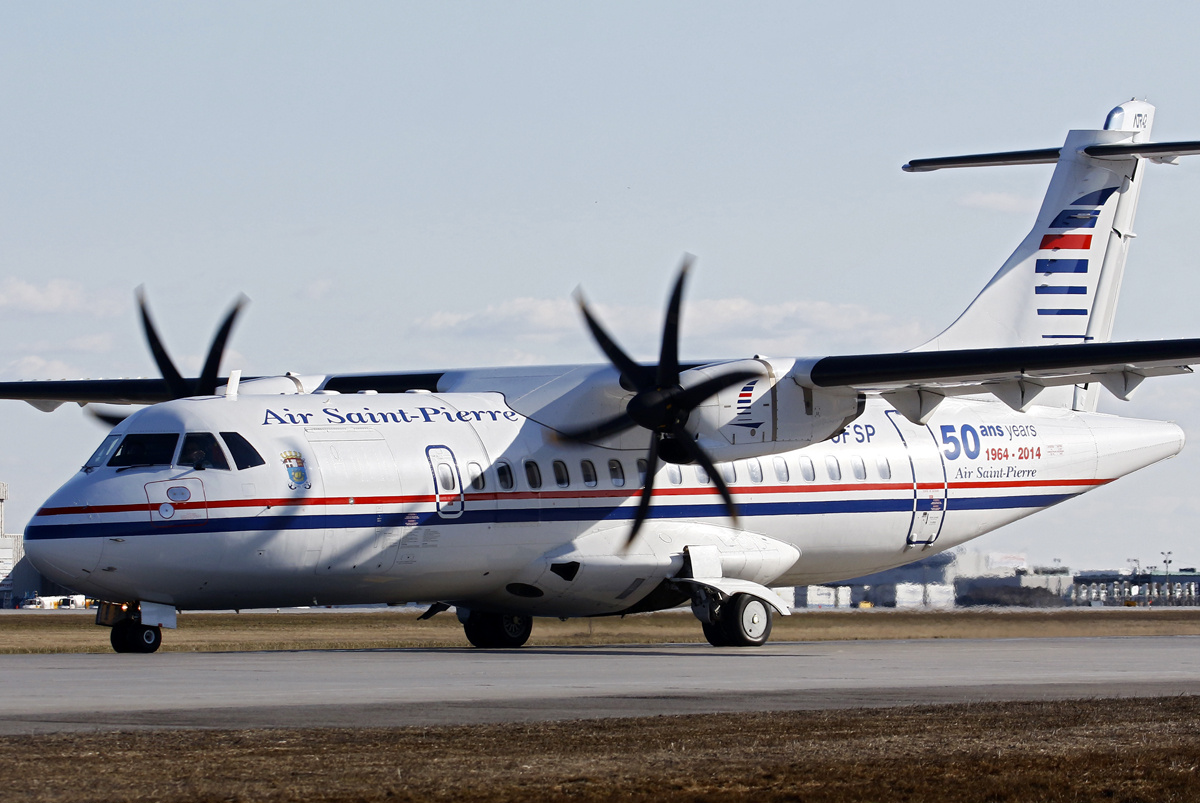
Un ancien ATR 42-500 d'Air Saint-Pierre

- Douglas DC-3
- HS-748
- Piper PA-23 Aztec
- Piper PA-31 Navajo